# قصة رو
قصة رو (بالفرنسية: Le roman de Rou) هو قصة شعر من تأليف ويس باللغة النورمانية تغطي تاريخ دوقات نورماندي من وقت رولو النورماندي إلى معركة تنشيبري في 1106. إنها ملحمة وطنية من نورماندي. بعد نجاح كتابه الروماني دي بروت الذي يروي تاريخ البريطانيين، على ما يبدو تم تكليف واس من قبل هنري الثاني ملك إنجلترا لكتابة قصة مماثلة عن أصول النورمان وغزوهم لإنجلترا. تخلى وايس عن حكايته قبل تحديثها، وأخبر القارئ في الأسطر الأخيرة من الجزء الثالث أن الملك قد عهد بنفس المهمة إلى ميستر بينيت (يعتقد أنه بنوا دي سانت مور). بدأ العمل في عام 1160، ويبدو أن واس قد أجرى آخر
تنقيحاته في منتصصف 1170.

## الإنتاج
يتكون العمل من:
- 315 سطرًا حساب الدوقات في ترتيب زمني معكوس يعرف باسم كرونيك أسكندانتي. ويعتقد بعض العلماء أن هذا ليس جزءًا أصليًا من نهر رو، ولكنه عمل منفصل من تأليف ويس. قسم 4،425 سطرًا ذات اثني عشر مقطعًا يعرف باسم الجزء الثاني
- و11،440 سطرًا ذات ثمانية مقاطع المعروف باسم الجزء الثالث.
- و750 سطر القسم المعروف باسم لو روماونز دي رو و دي دي دي نورميندي الملحق في بعض الطبعات يبدو أنه مشروع مبكر، تم إهماله وأعيد صياغته في وقت لاحق إلى التنقيح النهائي.

## الروابط الخارجية
- Andressen, Hugo, ed. (1879). Maistre Wace's Roman de Rou et des ducs de Normandie (بالإنجليزية القديمة والألمانية). Heilbronn: Verlag Gebr. Henninger. {{استشهاد بكتاب}}: الوسيط غير المعروف |بواسطة= تم تجاهله يقترح استخدام |عبر= (help)
- Master Wace his Chronicle of the Norman Conquest from  Roman de Rou. ترجمة: Taylor، Edgar. London: William Pickering. 1837. مؤرشف من الأصل في 2015-07-12. {{استشهاد بكتاب}}: الوسيط غير المعروف |بواسطة= تم تجاهله يقترح استخدام |عبر= (مساعدة)